# Ulrike Cress
Ulrike Cress (* 10. Dezember 1965 in Mundingen) ist eine deutsche Psychologin. Sie ist Direktorin des Leibniz-Institut für Wissensmedien und leitet dort die Arbeitsgruppe „Wissenskonstruktion“. Außerdem ist sie Professorin an der Universität Tübingen und stellvertretende Vorstandsvorsitzende der Deutschen Telekom Stiftung.

## Leben
Ulrike Cress studierte Psychologie an der Universität Tübingen. Sie promovierte 1999 zum Thema „selbstgesteuertes Lernen“ und habilitierte sich 2006 zum Thema „Informationssaustausch-Dilemma“. 2008 folgte sie dem Ruf der Universität Tübingen auf die Professur für Empirische Bildungsforschung an Leibniz-Institut für Wissensmedien. Dort leitete sie zunächst die Arbeitsgruppe "Design und Implementation integrativer Lernumgebungen" und dann die Arbeitsgruppe "Wissenskonstruktion"; außerdem ist sie wissenschaftliche Leiterin des vom Leibniz-Instituts für Wissensmedien betriebenen Portals e-teaching.org. Von 2014 bis 2016 war sie stellvertretende Direktorin des Leibniz-Institut für Wissensmedien, seit 2017 ist sie dessen Direktorin. 2017–2020 leitete sie den Leibniz-WissenschaftsCampus Tübingen zum Thema „Kognitive Schnittstellen“, der zur Erweiterung des IWM um den Themenbereich Data Science führte. Sie ist Teil des fünfköpfigen Sprechergremiums des Leibniz-Forschungsverbunds Bildungspotenziale und Initiatorin des Positionspapiers "Bildung in der digitalen Welt: Potenziale und Herausforderungen".

## Forschung
Mit ihrer Arbeitsgruppe „Wissenskonstruktion“ beschäftigt sich Ulrike Cress mit sozial- und kognitionspsychologischen Prozessen, die bei der gemeinsamen Konstruktion und Nutzung von Wissen relevant sind. Viele ihrer Forschungsprojekte dienen der Weiterentwicklung des Modells der „Ko-Evolution von individuellem Lernen und der kollaborativen Wissenskonstruktion“, das 2008 von Cress und Kimmerle vorgestellt und 2014 auf die Nutzung sozialer Medien erweitert wurde. Es verbindet Konzepte von Jean Piaget, Lev Vygotsky und Niklas Luhmann und konzeptualisiert Lernen und gemeinsame Wissenskonstruktion als eine Ko-Evolution von kognitiven und sozialen Systemen, die strukturell gekoppelt sind.
Nach diesem Modell entsteht individuelles Wissen, wenn Personen Erfahrungen verarbeiten. Durch Assimilation werden diese den bestehenden Wissensstrukturen angepasst (interne Assimilation) oder sie führen zur Veränderung bestehenden Strukturen (interne Akkommodation). Analog dazu konstruieren soziale Gemeinschaften Wissen, wenn sie neue Erfahrungen verarbeiteten und Annahmen aufstellen. Solche Annahmen können auf Grund bestehender Wahrheitsnormen der Gemeinschaft als wahr oder falsch klassifiziert werden (externe Assimilation) oder sie können zur Modifikation der in der Gesellschaft geltenden Wahrheitsnormen beitragen (externe Akkommodation). Insofern Individuen an Gemeinschaften partizipieren, können sie sich gegenseitig irritieren und Erfahrungen ermöglichen, die zu den beschriebenen individuellen Lern- und sozialen Wissenskonstruktionsprozessen führen.
Basierend auf diesem Modell beschäftigt sich die Forschung von Ulrike Cress und ihrer Arbeitsgruppen vor allem mit Situationen, in denen Individuen oder Gemeinschaften spezifische Überzeugungen haben, die nicht universal geteilt sind. Sie beschäftigt sich z. B. mit kognitive Verzerrungen wie dem Rückschaufehler. In empirischen Studien geht sie z.B.unterschiedlichen Darstellung internationaler Konflikte in den verschiedensprachlichen Versionen der Wikipedia nach, oder der Frage, ob Heterogenität der Autoren die Qualität von Wikipedia-Artikeln fördert. Die Forschung beschäftigt sich auch mit Wissensprozessen in Situationen, in denen Kommunikationspartner über heterogene Wissensbestände verfügen, z. B. etwa bei der Wissenschaftskommunikation oder der Art-Patientenkommunikation. Hier werden vor allem partizipative Modelle wie Citizens Science und partizipative Entscheidungsfindung untersucht.

## Auszeichnungen
- 2022: Fellow of the International Society of the Learning Sciences[10]
- 2024: Verdienstorden des Landes-Baden Württemberg[11]

## Beirats-, Kommissions- und Gutachtertätigkeiten
Ulrike Cress ist Mitglied der Programmkommission der Virtuellen Hochschule Bayern, des Leibniz-Kollegs Tübingen, des Wissenschaftlichen Beirats des Deutschen Literaturarchivs Marbach und der Deutschen UNESCO-Kommission, wo sie in den Fachausschuss Kommunikation und Information berufen wurde.
Im Mai 2021 wurde sie in die neu gegründete Ständige Wissenschaftliche Kommission der Kultusministerkonferenz (SWK) berufen. Deren Aufgabe ist die Beratung der Länder in Fragen der Weiterentwicklung des Bildungswesens und des Umgangs mit seinen Herausforderungen, insbesondere bei der Sicherung und Entwicklung der Qualität, bei der Verbesserung der Vergleichbarkeit des Bildungswesens sowie bei der Entwicklung mittel- und längerfristiger Strategien zu für die Länder in ihrer Gesamtheit relevanten Bildungsthemen.
Ulrike Cress war im Editorial Board einiger internationaler wissenschaftlicher Zeitschriften (IEEE Transactions on Learning Technologies, Educational Psychologist; American Educational Research Journal). Sie ist Executive Editor des International Journal of Computer-Supported Collaboration and Herausgeberin des International Handbook of Computer-Supported Learning.

## Vorstandstätigkeiten
Seit dem 1. Juli 2018 ist Ulrike Cress stellvertretende Vorstandsvorsitzende der Deutschen Telekom Stiftung.

## Schriften
- S. Schwan, U. Cress: The psychology of digital learning: Constructing, exchanging, and acquiring knowledge with digital media. Springer International Publishing, Cham 2017.
- U. Cress, J. Moskaliuk, H. Jeong (Eds.): Mass collaboration and education. Springer International Publishing, Cham 2016.
- J. Jirschitzka, J. Kimmerle, I. Halatchliyski, J. Hancke, D. Meurers, U. Cress: A productive clash of perspectives? The interplay between articles’ and authors’ perspectives and their impact on Wikipedia edits in a controversial domain. PLOS ONE, 12, 2017, S. e0178985, doi:10.1371/journal.pone.0178985
- Ulrike Cress, Joachim Kimmerle: A systemic and cognitive view on collaborative knowledge building with wikis. In: International Journal of Computer-Supported Collaborative Learning, 3, 2008, S. 105–122, doi:10.1007/s11412-007-9035-z
- Iassen Halatchliyski, Johannes Moskaliuk, Joachim Kimmerle, Ulrike Cress: Explaining authors’ contribution to pivotal artifacts during mass collaboration in the Wikipedia’s knowledge base. In: International Journal of Computer-Supported Collaborative Learning, 9, 2014, S. 97–115, doi:10.1007/s11412-013-9182-3.
- Joachim Kimmerle, Johannes Moskaliuk, Ulrike Cress, Ansgar Thiel: A systems theoretical approach to online knowledge building. In: AI & SOCIETY, 26, 2011, S. 49–60, doi:10.1007/s00146-010-0281-7.
- U. Cress: Mass collaboration and learning. In: R. Luckin, P. Goodyear, B. Grabowski, S. Puntambekar, J. Underwood, N. Winters (Eds.): Handbook on Design in Educational Technology. Taylor and Francis, London 2013, S. 416–425.
- Aileen Oeberst, Iassen Halatchliyski, Joachim Kimmerle, Ulrike Cress: Knowledge Construction in Wikipedia: A Systemic-Constructivist Analysis. In: Journal of the Learning Sciences, 23, 2014, S. 149–176, doi:10.1080/10508406.2014.888352.
- J. Kimmerle, J. Moskaliuk, A. Oeberst, U. Cress: Learning and Collective Knowledge Construction With Social Media: A Process-Oriented Perspective. In: Educational Psychologist, 50, 2015, S. 2, 120-137, doi:10.1080/00461520.2015.1036273.